# 拉尔斯·乌尔里希
拉尔斯·乌尔里希，R（丹麥語：Lars Ulrich，1963年12月26日－），丹麦鼓手，美国重金属乐队金属乐队的鼓手和创始人之一。出生于丹麦根措夫特一个体育世家，很早开始练习打网球，17岁前往美国洛杉矶进行网球训练，但他最终放弃网球，成为一名鼓手。在《回收報》上刊登廣告后，拉尔斯遇到了主唱兼結他手詹姆斯·海特菲爾德並成立了金属乐队。與詹姆斯一起，拉尔斯幾乎在樂隊的所有歌曲中都有參與創作，他們兩個是樂隊僅存的創始成員。
2009年4月4日，和其他金屬樂隊成員一起被選入搖滾名人堂時，拉尔斯成為首位獲得該殊榮的丹麥人。

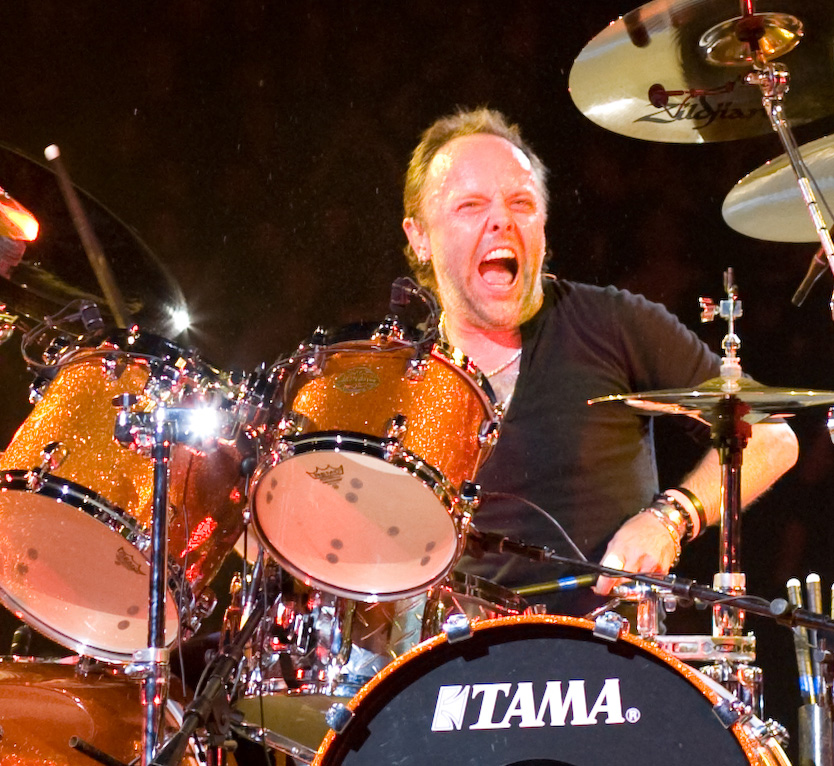
演出中的乌尔里希，2008年